# G418
G418はゲンタマイシンに類似した構造のアミノグリコシド系抗生物質である。真核生物に対して遺伝子操作を行った細胞を選択するために用いられ、主に治療ではなく研究目的で使用される。硫酸塩として流通しておりジェネティシン (Geneticin) と呼ばれることも多いが、これはライフテクノロジーズ社 (現サーモフィッシャー・サイエンティフィック) の登録商標である。

## 由来
1974年シェリング（現・シェリング・プラウ）社の研究チームによって、放線菌 Micromonospora rhodorangea NRRL 5326株から単離された

。
シェリング社は抗寄生虫薬としての利用を想定して研究を進めていたが
、
化学療法剤として実用化されることはなかった。

## 作用機序
G418はタンパク質合成のうち伸長反応を阻害する。
通常のアミノグリコシド系抗生物質が真正細菌の70Sリボソームによるタンパク質合成を阻害するのに対して､G418は真核生物の80Sリボソームによるタンパク質合成も阻害する。

同様に80Sを阻害するアミノグリコシド系抗生物質としてハイグロマイシンBがある。

## 利用法
真核細胞を形質転換する際に、選択薬剤として用いられる。

選択マーカー遺伝子はトランスポゾン由来のneor遺伝子を用い、
この遺伝子によりアミノグリコシドリン酸転移酵素(APH)が発現することでG418耐性となる。
一般的には、細菌や藻類に対しては5 μg/mL以下、哺乳類細胞に対しては400 μg/mLの濃度で用いられる。しかし至適濃度は細胞株や耐性遺伝子を運ぶプラスミドの種類に依存するため、実験系ごとに用量を決める必要がある。